# 逆緣
《逆緣》（英語：Daddy Cool），香港電視廣播有限公司拍攝製作的時裝懸疑、穿越、人性、恩仇、倫理、溫情電視劇；由黎耀祥、陳家樂、姜大衞、林夏薇、陳山聰及夏文汐領銜主演，並由黎諾懿、江欣燕及黃山怡聯合演出，編審劉枝華、雷秀蓮，監製王心慰。
故事講及幾代人的關係，當中有家庭溫情及價值觀話題。不同年代的人對道德與倫理有不同的價值觀，來自上20世紀40年代的人，被急凍到了21世紀2018年才解凍，要適應現代的生活環境。
此劇為2018無綫節目巡禮13部劇集之一及2018香港國際影視展17部推介劇集之一。

## 演員表

### 鍾家／賀家
| 演員   | 角色   | 暱稱／關係 |
| 陳家樂 | 鍾定國 | 鍾先生、阿國（賈綽專稱）、前輩（賈卓斌專稱）、大隊長（陸明珠及賀嘉誠專稱）、碌木 （翁芷蕎專稱） 外表30歲 冷凍人／游擊隊成員（1945年），後為社會福利署特別調查組文員／警員（現代） 出生於1915年，因冷齡只有30歲，若加上冷凍的時間便為103歲 因已103歲，而於被冷凍期間身體機能沒有隨年齡衰退，故甦醒後身體機能一直急速衰退 為人相當固執及保守，有正義感，也因而使自己與社會格格不入，初時極度憎恨日本人及日本文化 賈綽之好兄弟，已於73年前反目 廖瑞芳之夫 曾因庄司晨中日混血兒之身份而不滿其，後和好並成為其之暗戀對象，後為其男友，最後於第35集為其夫 賀和平（鍾家昕）失散之父，相認後互相不和，最後和好 莫小翠之老爺 賀永年之祖父，相認後互相不和，最後和好 賀天賜之繼祖父 陸明珠之太老爺 賀嘉誠之曾祖父，於第10集相認 於第1集因冷凍倉意外被雷電擊中而醒來 於第5集起於賈綽家中暫住，並在其協助下融入現代社會 於第6集從賀和平拿着的半張照片中發現其、賀永年、陸明珠與自己的關係 於第11集與賀和平及賀永年進行基因鑑定，後被庄司晨得知是冷凍人及與賀家的關係 於第12集被賀和平向莫小翠道出與自己的關係 於第17集投考警隊，第22集畢業 於第26集被賈綽撞死不遂，但間接令翁芷蘭死亡及令庄司晨雙腿骨折 於第27集被保安局誤會謊報賈卓斌從事不法行為及賈綽是冷凍人並仍然在生而被囚禁 於第30集和賈綽打鬥時被賀和平及賀永年打暈 於第35集身體機能衰退加快，只剩下一年壽命，並向庄司晨求婚 於第35集因救賀和平而被龍震襲擊受傷而再次被冷凍治療後康復，更令其器官衰退速度減慢，最終在5年後（108歲）去世 |
| 湯洛雯 | 廖瑞芳 | 鍾定國之妻 賀和平失散之母 莫小翠之家姑 賀永年之祖母 賀天賜之繼祖母 陸明珠之太家姑 賀嘉誠之曾祖母 陸浦生、徐家媛之姻伯母 於1945年已去世 |
| 姜大衛 | 賀和平 | 紅綠燈（賀永年專稱）、賀公子、阿平 73歲 原名鍾家昕 商人／的士司機 居於德朗邨，後搬遷至荃心花園 為人狡猾及吝啬（因童年所致），騙取綜援 嘴甜舌滑，極为花心 鍾定國、廖瑞芳失散之子，後因戰爭而成為孤兒，送往孤兒院後被修女改名為賀和平 莫小翠之夫 朱小寶之舊情人，為騙取綜援而把所有錢暫存其家中，後被反目 賀永年之父，與其不和（後為互相不和），最後和好 賀天賜之繼父，並视其為親生兒子 陸明珠之老爺 陸浦生、徐家媛之親家老爺 賀嘉誠之祖父 曾以為賈綽是自己父親 庄司晨之继子（第35集） 之前居於加拿大，曉英語 原本是經理，因金融風暴而变得一無所有 於第7集被控欺騙綜援罪成，被判180小時社會服務令 於第8集被控打傷鍾定國罪成，入獄三個月 於第10集刑滿出獄 於第11集與鍾定國進行基因鑑定，並證實其為自己之生父，其後與賀永年打算把事情賣給媒體從而獲利一千萬，但被上官英傑及唐俊興發現而失敗 於第31集以為賀永年錯手殺死賈綽而替其頂罪 於第32集因鍾定國及賀永年未能查出真兇為其脫罪而心灰意冷並在拘留期間自殺不遂後被送院，最後無罪釋放 |
| 淼     | 莫小翠 | 新移民／看護 25歲 阿超之前女友 賀和平之第二任妻子 鍾定國、廖瑞芳之媳婦 賀天賜之母 賀永年之繼母，視其為親生兒子，稱呼其為阿仔 陸明珠之繼家姑，年纪年輕于其 賀嘉誠之繼祖母 朱小寶之情敵，與其不和 於第12集得知自己與鐘定國的關係 於第27集承認賀天賜並非賀和平與她所生，而是超與她所生 於第30集被賈綽駕車撞死 |
| 黎耀祥 | 賀永年 | 阿年、賀師傅、的士神相、鐵公雞（徐家媛專稱） 1971年出生 居於沙田花園城，後搬遷至豪宅 原名（即鍾定國打算給其取的名字）為鍾楚雄 友信公證行職員→殮房助理→的士司機→兼職風水師→玄學家並開設玄學館乘風堂→的士司機 成為玄學家後因金錢而黑化，最後良心發現，並決定再做的士司機 賀和平之子，與其不和（後為互相不和），最後和好 莫小翠之繼子，年纪長於其 钟定國、廖瑞芳之孫 陸明珠之夫 陸浦生之女婿 徐家媛之女婿，被其看不起，後和好 賀嘉誠之父 賀天賜之继兄 翁芷蕎之粉絲，後為互相利用對象，並利用其感情 賈綽之互相利用對象，與其（假冒賈卓斌）僞造證據幫翁芷蕎洗脫罪名，最後反目 龍羽居士之學生，後因發現其為騙子兼騙取自己45萬而反目及向其報復 庄司晨之继孫（第35集） 於第11集與鍾定國進行基因鑑定，並證實其為自己之祖父，其後與賀和平打算把事情賣給媒體從而獲利一千萬，但被上官英傑及唐俊興發現而失敗 於第31集被指錯手殺死賈綽被警方起訴，於第32集警方證實其是出於自衛才用刀插傷對方後撤銷起訴，於第34集查出實際真兇為龍震 |
| 江欣燕 | 陸明珠 | Eva 44歲 地產經紀 為人心地善良，有同情心 陸浦生、徐家媛之女 賀永年之妻 賀嘉誠之母 賀和平之媳婦 莫小翠之繼媳婦，年纪長於其 钟定國、廖瑞芳之孫媳婦 程少東之前女友 於第5集為阻止賀永年舉報賀和平而與程少東合作假裝成意外將能指控賀和平騙取綜援金之帳簿燒毀 於第11集得知自己與鍾定國的關係 |
|        | 賀天賜 | 0歲→1歲 莫小翠之子 賀和平之繼子 阿超之私生子 钟定國、廖瑞芳、庄司晨之繼孫 賀永年之繼弟 陸明珠之继叔仔 賀嘉誠之继孻叔，年纪年輕於其 於第1集（2018年）出生 |
| 羅梓龍 | 賀嘉誠 | 中學生 15歲 賀永年、陸明珠之子 钟定國之曾孫，於第10集相認 廖瑞芳之曾孫 庄司晨之继曾孫（第35集） 賀天賜之繼侄子，年纪長於其 賀和平之孫 莫小翠之繼孫 陸浦生、徐家媛之外孫 |

### 翁家／庄司家
| 演員            | 角色                    | 暱稱／關係 |
| 鈴木秀哉        | 庄司晉三 (Shoji Shinzo) | お父さん（音：Otōsan）（庄司晨專用之日文專稱） 60歲 庄司貿易公司老闆，後離職 翁芷蘭之夫，於第7集離婚 庄司晨之養父兼姨丈（第1－7集） 翁芷蕎之姐夫（第1－7集） 於第2集登場 於第7集返回日本 |
| 陳嘉嘉（年青）  | 翁芷蘭                  | Nancy、お母さん （音：Okāsan）（庄司晨專用之日文專稱） 1953年出生 翁芷蕎之姊，後反目，最後互相拒認 庄司晉三之妻，於第7集離婚 庄司晨之養母兼姨媽，二人關係親密，將其視為親女般愛錫 湯澤澄之大姨子 於第18集發現翁芷蕎的真面目，被其認定自己欲霸佔庄司晨 於第26集為保護庄司晨而被鐵管砸死 |
| 韓馬利          | 翁芷蘭                  | Nancy、お母さん （音：Okāsan）（庄司晨專用之日文專稱） 1953年出生 翁芷蕎之姊，後反目，最後互相拒認 庄司晉三之妻，於第7集離婚 庄司晨之養母兼姨媽，二人關係親密，將其視為親女般愛錫 湯澤澄之大姨子 於第18集發現翁芷蕎的真面目，被其認定自己欲霸佔庄司晨 於第26集為保護庄司晨而被鐵管砸死 |
| 沈卓盈 （年青） | 翁芷蕎                  | Grace、湯太 49歲 息影女星／神秘女富豪／投資公司老闆，最終因名利而黑化 曾為汶萊王妃 翁芷蘭之妹，後反目，最後互相拒認 為人本性善良，後因庄司晨、名利而變得自私、霸道、虛偽，最後從庄司晨口中得知自己無罪釋放及翁芷蘭死亡的真相後醒悟 庄司晉三之姨仔（第1－7集） 福岡雅治之前女友 庄司晨之姨，實為親母，後反目，其後互相拒認，並利用其，最後反被其視為殺母仇人，最終和好 與湯澤澄發展忘年戀，於第20集成為其妻 鐘定國之岳母（第35集） 陸明珠之客人 賀永年之互相利用對象，因一次誤會而對其無心插柳起來，實遭被其利用，第29集反目，後和好，最後成為其繼外曾祖母 賀和平之繼外祖母 賀天賜之繼外曾祖母 賀嘉誠之繼外高祖母 於第20集與湯澤澄結婚，成為其妻 並與湯澤汶不和，於第20集為其弟婦，後来反目 湯澤漩之二嫂（第20集起），後反目 於第20集為令湯澤澄得到解脫而摘下其的氧氣罩，後於第21集被湯澤汶發現後被其控告謀殺 於第24集無罪釋放，最後因被湯澤汶挑撥自己會孤獨終老而公開與庄司晨的關係 於第32集醉酒後向紮馬嫂透露賈綽誤殺翁芷蘭，要紮馬奇殺害賈綽 於第33集因庄司晨被紮馬奇綁架，為了保護其而被紮馬奇槍傷，后康复 |
| 夏文汐          | 翁芷蕎                  | Grace、湯太 49歲 息影女星／神秘女富豪／投資公司老闆，最終因名利而黑化 曾為汶萊王妃 翁芷蘭之妹，後反目，最後互相拒認 為人本性善良，後因庄司晨、名利而變得自私、霸道、虛偽，最後從庄司晨口中得知自己無罪釋放及翁芷蘭死亡的真相後醒悟 庄司晉三之姨仔（第1－7集） 福岡雅治之前女友 庄司晨之姨，實為親母，後反目，其後互相拒認，並利用其，最後反被其視為殺母仇人，最終和好 與湯澤澄發展忘年戀，於第20集成為其妻 鐘定國之岳母（第35集） 陸明珠之客人 賀永年之互相利用對象，因一次誤會而對其無心插柳起來，實遭被其利用，第29集反目，後和好，最後成為其繼外曾祖母 賀和平之繼外祖母 賀天賜之繼外曾祖母 賀嘉誠之繼外高祖母 於第20集與湯澤澄結婚，成為其妻 並與湯澤汶不和，於第20集為其弟婦，後来反目 湯澤漩之二嫂（第20集起），後反目 於第20集為令湯澤澄得到解脫而摘下其的氧氣罩，後於第21集被湯澤汶發現後被其控告謀殺 於第24集無罪釋放，最後因被湯澤汶挑撥自己會孤獨終老而公開與庄司晨的關係 於第32集醉酒後向紮馬嫂透露賈綽誤殺翁芷蘭，要紮馬奇殺害賈綽 於第33集因庄司晨被紮馬奇綁架，為了保護其而被紮馬奇槍傷，后康复 |
| 林夏薇          | 庄司晨                  | Aki、莊小姐（鍾定國專稱） 28歲 社會福利署高級特別調查主任→庄司貿易公司老闆 中日混血兒 翁芷蕎之姨甥女，實為親女，後反目，其後互相拒認，並被其利用，最後反視其為殺母仇人，最終和好 福岡雅治之親女 翁芷蘭之養女兼姨甥女，二人關係親密，其將對方視為親母般看待 庄司晉三之養女兼前姨甥女 曾因中日混血兒的身份而被钟定國不滿，後和好並暗戀其，後為其女友，最後為其第二任妻子 廖瑞芳之情敵 蔡明詩之好友 湯澤澄之利用對象，後遭背叛兼反目，於第20集成為其繼女 湯澤汶、湯澤漩之繼侄女 於第8集得知自己為翁芷蕎及福岡雅治之女 於第11集得知钟定國與賀家的關係 於第12集得知钟定國為冷凍人 於第26集被鐵管砸中右腿嚴重骨折，後康復 於第33集被紮馬奇綁架，後獲救 於第35集被钟定國求婚，後因為救賀和平而重傷再冷凍時决定等候他 參見鍾家／賀家 |

### 湯家
| 演員   | 角色   | 暱稱／關係 |
| 黃長興 | 尚保羅 | Paul 富二代 39歲 湯澤汶之夫，于第28集反目并离婚 湯澤澄、湯澤漩之姊夫（15-28集） 翁芷蕎之大姑爺（第20-28集） 於第15集登場 於第27集被翁芷蕎揭發虧空公款，並與湯澤汶反目離婚 |
| 何綺雲 | 湯澤汶 | Wendy 40歲 尚保羅之妻，第28集反目并离婚 湯澤澄、湯澤漩之姊 與翁芷蕎不和，於第20集成為其大姑子，湯澤澄死後一口咬定其為錢才把他的氧氣罩拿掉 間接令湯澤澄喜歡上翁芷蕎 於第15集登場 於第28集與尚保羅離婚傷心過度割腕自殺，後獲救                                                   |
| 黎諾懿 | 湯澤澄 | Gordon 36歲 上市公司行政總裁 湯澤汶之弟 湯澤漩之兄 尚保羅之舅仔 與翁芷蕎發展忘年戀，於第20集與翁芷蕎結婚，成為其第二任丈夫 翁芷蘭之妹夫 利用庄司晨來接近翁芷蕎，後反目，於第20集成為其繼父 患有末期淋巴癌 於第15集登場 於第20集癌病復發 於第21集要求翁芷蕎拔除氧氣罩而失救身亡 |
| 夏文汐 | 翁芷蕎 | 湯澤澄之妻（第20集起） 參見翁家／庄司家 |
| 劉思希 | 湯澤漩 | Hilary 34歲 湯澤汶、湯澤澄之妹 與翁芷蕎不和，於第20集成為其姑仔 尚保羅之姨仔（15-28集） 於第15集登場 於第28集發現湯澤汶在房間內割腕自殺送其入院 |

### 賈家
| 演員   | 角色   | 暱稱／關係 |
| 陳山聰 | 賈 綽  | 冷凍人／游擊隊成員（1945年） 於半年前已解凍 於第4集登場（假冒其孫賈卓斌） 蔡明詩之男友 鍾定國之好兄弟，已於73年前因被其發現自己殺死同伴及企圖私吞日軍之黃金而反目 與賀永年互相利用，最後反目 與賀永年僞造證據幫翁芷蕎洗脫罪名 於第16集以賈卓斌名義與蔡明詩交往 於第21集被蔡明詩懷疑其身份，於第22集確認其不是賈卓斌 於第22集向蔡明詩謊稱因其發現賈卓斌與黑幫雙鷹勾結，為免其孫誤入歧途而禁錮其及注射鎮靜劑並假冒其身份，實為其欲尋回及獨吞在1945年日軍埋下的黃金而禁錮及假冒其孫，於第23集反目 於第23集被鍾定國懷疑其仍然在生 於第25集打算撞死鍾定國不遂，後於第26集撞到貨車令鐵管跌下而令翁芷蘭被砸死及令庄司晨被砸傷 於第29集因不见日军埋下的黄金而殺害賈卓斌，后於第30集因被蔡明诗及阿超发现而掐蔡明诗颈部令其昏迷并禁锢其及开車將阿超撞死，并意外撞死莫小翠 於第31集在元朗屏山被贺永年自卫刺伤后，再被龍震补多一刀殺死 於第32集在保安局解剖後發現其身體機能和內臟已老化至與70多歲之老人無異，及其為保持良好體態而曾經服用大量類固醇 |
| 陳山聰 | 賈卓斌 | Ben、筆弟（钟定國專用）、阿孫仔（賈綽專稱） 35歲 隸屬於寶琳警署 于第4集時被冒認身分的賈綽自稱督察，但于第31集指他是警長，前後矛盾 賈綽之孫，被其誣捏與黑幫雙鷹勾結而被其禁錮及假冒身分，為免誤入歧途，實為賈綽因為了尋回及獨吞其在1945年日軍埋下的黃金而被其禁錮及假冒，於第23集反目，同時可推算他並不認識鍾定國 蔡明詩之前男友 於第19集登場 於第29集被賈綽殺害 |

### 陸家
| 演員   | 角色   | 暱稱／關係 |
| 顧冠忠 | 陸浦生 | 洋服訂造老闆 68歲 徐家媛之夫 陸明珠之父 賀永年之岳父 賀嘉誠之外祖父 賀和平之親家老爺 莫小翠之繼親家老爺 鐘定國、廖瑞芳之姻侄子 庄司晨之繼姻侄子 淑賢之同鄉及房東，後為其情夫，多次向其提出分手不遂，最後得賀永年獻計，成功令其馬上與他分手                                     |
| 馬海倫 | 徐家媛 | 上海婆 家庭主婦／上海菜烹飪班導師 63歲 陸浦生之妻，曾因對方與淑賢偷情而反目，後和好 陸明珠之母 賀永年之岳母，並看不起其 賀嘉誠之外祖母 賀和平之親家奶奶 莫小翠之繼親家奶奶 鐘定國、廖瑞芳之姻侄女 庄司晨之繼姻侄女 曾想再次撮合女兒陸明珠與程少東在一起 淑賢之同鄉、房東兼情敵 |
| 江欣燕 | 陸明珠 | Eva 44歲 地產經紀 陸浦生、徐家媛之女 參見鍾家／賀家 |

### 社會服務署
| 演員   | 角色   | 暱稱／關係 |
| 翟威廉 | 陳查禮 | Charles 32歲 庄司晨之上司 暗戀庄司晨 歧視鍾定國，後為情敵 |
| 林夏薇 | 庄司晨 | Aki、莊小姐（鍾定國專稱） 28歲 高級特別調查主任，後離職 參見翁家／庄司家 |
| 陳家樂 | 鍾定國 | 103歲 特別調查組文員，後離職 參見鍾家／賀家 |
| 黃山怡 | 蔡明詩 | Macy 31歲 二級社會保障主任 庄司晨之好友，後遭其背叛兼反目後和好 賈卓斌之前女友，於第16集復合 與賈綽（假冒賈卓斌）有感情線，實為被他利用並被其虐打 於第21集因賈卓斌之生活習慣改變而懷疑其真正身份，後於第22集得知賈綽為冷凍人及其假冒賈卓斌，並將賈卓斌軟禁在音樂室 於第26集發現钟定國與賈綽一樣是冷凍人 於第30集因欲揭发贾绰杀死贾卓斌而被賈綽掐頸而昏迷并被其禁锢在音乐室 于第31集被警方发现后被救出并康复 於第32集決定返回加拿大看望父母 于第35集回港 |
| 易智遠 | 日     | 特別調查組職員 歧視鍾定國 |
| 關宛珊 | 月     | 特別調查組職員 歧視鍾定國 |
| 丘梓謙 |        | 特別調查組職員 歧視鍾定國 |
| 劉嘉琪 |        | 特別調查組職員 歧視鍾定國 |
| 李日昇 |        | 社會服務署職員 |

### 龍家/龍羽堂
| 演員   | 角色   | 暱稱／關係 |
| 古明華 | 龍乘風 | 龍羽居士 趙燕之亡夫 龍震之亡父 翁芷蕎之好友 玄學家，龍羽堂創辦人 十多年前已經過世，其龍羽居士之名號由其子龍震承繼 曾將自己畢生所學之玄學知識記錄並在其妻子協助下親筆寫成《通天靈鑑》 |
| 馮素波 | 趙 燕  | 龍老太 龍乘風之妻 龍震之母 在入住療養院後，經常得賀永年及宋秋波探望及照顧，與二人關係友好 當年曾協助其夫抄寫《通天靈鑑》 在療養院時曾嘗試默寫《通天靈鑑》之內容，但因其記憶力衰退加上病情嚴重，在她寫兩頁就因病情惡化去世 於第14集因病去世 |
| 黃栢文 | 龍 震  | 龍羽居士（原為其父親之名號在父親過世後由其繼承使用此名號） 玄學家，實為騙子 龍乘風、趙燕之子 蓉之夫 因《通天靈鑑》被趙燕燒掉，為保住龍羽堂的名聲而成為騙子 宋秋波、賀永年、廖水喜之師父，後反目 戴文豪、毛劍勝、畢高山之玄學班導師，後反目 陳雪娥之玄學班導師兼情夫，後反目 欲將其父親生前所寫之《通天靈鑑》以100萬出售，後來分拆開成五冊並以每冊20萬出售，實際上分冊內容是騙人，於第14集被宋秋波及賀永年拆穿 因誤以為賀永年獲得真正的《通天靈鑑》，曾利用黑幫對付其，但不果 於第17集從賀永年手中接過《通天靈鑑》後靈鑑突然起火並燒光 於第17集與陳雪娥爭執時因撞跌燭台而失火並燒毀整間龍羽堂 於第24集起失去龍羽堂後於雲吞麵店工作 於第30集為向賀永年報仇而殺死賈綽後嫁禍於其及賀和平 于第34集被警方拘捕及入狱 于第35集于狱中故意惹怒其他囚犯入院並藉此利用醫療工具切開手環逃獄，逃獄後欲殺死賀永年不遂反刺伤钟定国並跌入斜坡，被賀永年所救後再度被警方拘捕 |
| 潘芳芳 | 蓉 姐  | 龍震之妻，後反目 曾協助趙燕及賀永年欺騙龍震 於第30集到乘風堂在眾人面前揭穿賀永年之前聲稱其所擁有的《通天靈鑑》是假的 |
| 張美妮 | 宋秋波 | 波波 空姐，後為龍震之學徒及助手，後與其反目 趙燕生前之朋友 於第13集被龍震借「推金」為名非禮 當得悉龍震為騙子後，與賀永年合力反抗龍震，後改拜其為師 於第30集得知賀永年擁有之《通天靈鑑》是假及一直被其欺騙後與其反目及離開乘風堂 於第32集賀永年決定結束乘風堂並將道堂為顧客睇風水所賺之金錢分給眾學生 於第34集與戴文豪合作令龍震自動招出其殺死贾綽後嫁禍賀永年 |
| 張智軒 | 廖水喜 | 龍震之學徒 悉龍震為騙子及賀永年在龍老太手上得到真正的《通天靈鑑》後，加入乘風堂改拜賀永年為師 於第30集得知賀永年擁有之《通天靈鑑》是假及一直被其欺騙後與其反目及離開乘風堂 於第32集賀永年決定結束乘風堂並將道堂為顧客睇風水所賺之金錢分給眾學生 |
| 黎耀祥 | 賀永年 | 龍羽居士玄學班學員，後與其反目 戴文豪、毛劍勝、畢高山之玄學班同學，後為眾人之師父 在趙燕過世前關係很好及經常照顧她 曾自學有關風水玄學相關知識超過十年 於第10集與陳雪娥爭相購買《通天靈鑑》捉鬼篇，在價高者得之情況下用25萬成功買下該圖鑑 於第14集向眾人拆穿龍震為騙子 於第17集被龍震指責其偷走趙燕之遺物，賀永年在眾人面前將趙燕死前所寫之《通天靈鑑》交還給龍震，但靈鑑在龍震接手後突然起火並消毀 於第32集決定結束乘風堂並將道堂為顧客睇風水所賺之金錢分給眾人 參見鍾家／賀家 |
| 吳沚默 | 陳雪娥 | 龍羽居士玄學班學員 賀永年之玄學班同學 龍震之情婦，與龍串通欺騙賀永年，後反目 於第10集假裝與賀永年爭奪《通天靈鑑》捉鬼篇，引賀以高價買下靈鑑 於第17集向賀永年告密指龍震企圖在其算命館開幕當日帶同律師前往搗亂 於第17集因為錢與龍震反目，二人在龍羽堂爭執其間撞倒燭臺令龍羽堂因失火而燒毀 |
| 莫家淦 | 戴文豪 | 莎士比亞 龍羽居士玄學班學員 賀永年之玄學班同學 得悉龍震為騙子及賀永年在龍老太手上得到真正的《通天靈鑑》後，加入乘風堂改拜賀永年為師 於第30集得知賀永年擁有之《通天靈鑑》是假及一直被其欺騙後與其反目及離開乘風堂 於第32集賀永年決定結束乘風堂並將道堂為顧客睇風水所賺之金錢分給眾人 於第34集為協助與宋秋波合作令龍震自動招出其殺死贾綽後嫁禍賀永年 |
| 鄭健樂 | 毛劍勝 | 龍羽居士玄學班學員 賀永年之玄學班同學 得悉龍震為騙子及賀永年在龍老太手上得到真正的《通天靈鑑》後，加入乘風堂改拜賀永年為師 於第30集得知賀永年擁有之《通天靈鑑》是假及一直被其欺騙後與其反目及離開乘風堂 於第32集賀永年決定結束乘風堂並將道堂為顧客睇風水所賺之金錢分給眾人 |
| 張明偉 | 畢高山 | 龍羽居士玄學班學員 賀永年之玄學班同學 得悉龍震為騙子及賀永年在龍老太手上得到真正的《通天靈鑑》後，加入乘風堂改拜賀永年為師 於第30集得知賀永年擁有之《通天靈鑑》是假及一直被其欺騙後與其反目及離開乘風堂 於第32集賀永年決定結束乘風堂並將道堂為顧客睇風水所賺之金錢分給眾人 |

### 其他演員
| 演員           | 角色       | 暱稱／關係 |
| 區靄玲         | 朱小寶     | 小寶姐、Bobo姐 的士車主兼司機 居於麗晶花園 賀和平之舊情人兼財務托管人，後反目，最后和好 為賀和平保存現金以防社署檢查他騙取綜援金 莫小翠之情敵 在法庭上指証賀和平騙取綜援金 後來結識新男友並與其結婚                       |
| 湯洛雯         | 潘曉琳     | 年輕女子 前世為廖瑞芳 樣貌與廖瑞芳極一樣 於第34集登場 |
| 煒 烈          | 上官英傑   | 上官局長 保安局局長 於第35集找到日本冷凍科技專家協助，成功醫好鍾定國的刀傷，更令其衰老速度減慢而令其能存活多五年 |
| 曾偉權         | 唐俊興     | TK、唐處長、一哥 警務處處長 |
| 彭懷安         | 紮馬奇     | 黑社會頭目 紮馬嫂之夫，于第33集反目并离婚 於第33集因得知翁芷荞痛恨贾綽及贾綽遭人殺死，而聲借此勒索對方10億元 于第33集绑架庄司晨并枪伤翁芷荞 于第34集被捕                                                                  |
| 楊卓娜         | 紮馬嫂     | Pony 名媛／社團大嫂 紮馬奇之妻，于第33集反目并离婚 翁芷荞之朋友 因賀永年曾多次以玄學為其解決疑難，而視對方為恩人 于第33集趁扎马奇与其手下做事时求助贺永年送自己去码头回中山，并供出订书机和汤渣华给贺永年，后不再回香港。 |
| 關偉倫         | 潘柏林     | Tim 投資公司高層 翁芷蕎之下屬 |
| 鍾志光         | 權 哥      | 友信公證行經理 賀永年前上司，並欺壓其，後反被其欺壓 |
| 董敬文         | 進         | 友信公證行職員 賀永年的前同事 |
| 鄧永健         | 雄         | 友信公證行職員 賀永年的前同事 |
| 吳江倫         | 陳 太      | 地產行客戶 |
| 袁鎮業         | 馮志昆     | 「好揀宅地產」地產經紀 |
| 蔡國威         | 昌         | 裁縫 陸浦生之徒弟 |
| 陳榮峻         | 陳 生      | 夫婦 賀和平之街坊，不滿其經常炫富及說話囂張目中無人 |
| 吳香倫         | 陳師奶     | 夫婦 賀和平之街坊，不滿其經常炫富及說話囂張目中無人 |
| 陳勉良         | 田 生      | 賀和平之街坊，並不滿其 |
| 黃梓瑋         | 謝師奶     | 賀和平之街坊，並不滿其 |
| 劉桂芳         | 關師奶     | 賀和平之街坊，並不滿其 |
| 丘惠玲         |            | 的士師奶 |
| 安德尊         | 安德尊     | 大王 真人騷節目《好在有您》主持 在節目中訪問路過不拾取金錢的鍾定國（第2集） |
| 馬貫東         |            | 龍友 |
| 司徒暉         |            | 龍友 |
| 鄭嘉豪         |            | 龍友 |
| 鄭嘉豪         | 記者       | |
| 郭家俊         |            | 路人 |
| 何文進         |            | 麵包店老闆 |
| 孫慧蓮         |            | 執紙皮婆婆 |
| 陳靖雲         |            | 推廣員 |
| 區軒瑋         | 古維新     | Dr. Koo 考古專家／政府高官 |
| 李子明         |            | 政府高官 |
| 李 健          |            | 政府高官 |
| 劉天龍         |            | 探員 |
| 楊證樺         | 李家棟     | 探員 |
| 林日昇         |            | 路人 |
| 黃志榮         |            | 村民 |
| 王俊棠         | 福 哥      | 殮房職員 賀永年之前上司 |
| 鄭詠謙         | 昇         | 殮房助理 賀永年之同事 |
| 潘梓鋒         | 發         | 殮房助理 賀永年之同事 |
| 林宥喬         | 財         | 殮房助理 賀永年之同事 |
| 盧偉文         |            | 殮房助理應徵者，後因忍受不了而退出 |
| 周梓盈         | Cindy      | 投資公司職員 翁芷蕎之秘書 |
| 施駿喆         | 張 輝      | 游擊隊成員（1945年） 鍾定國及賈綽在游擊隊之同伴 在1945年被企圖私吞日軍埋下之黃金的賈綽殺死 |
| 謝可逸         | 金 華      | 游擊隊成員（1945年） 鍾定國及賈綽在游擊隊之同伴 在1945年被企圖私吞日軍埋下之黃金的賈綽殺死 |
| 曾海昌         | 石 九      | 游擊隊成員（1945年） 鍾定國及賈綽在游擊隊之同伴 在1945年被企圖私吞日軍埋下之黃金的賈綽殺死 |
| 溫裕紅         |            | 女星 |
| 曾 敏          |            | 女星 |
| 劉彩玉         |            | 女星 |
| 聶安達         | Mr. Nelson | 外國商人 |
| 羅 鴻          | 健威叔     | 庄司貿易公司職員 |
| 袁潔儀         | Celine     | 名媛 Ron之女朋友，後遭賀永年批命後指Ron之命格與其相剋而分手 |
| 黃嘉樂         | 余嘉灌     | Ron 富家公子/演員 曾為名媛Celine之男朋友，後遭賀永年刻意拆散，讓其能一心一意專注當演員 |
| 蕭凱欣         |            | 記者 |
| 張雪瑩         |            | 記者 |
| 黃穎君         | 麗         | 上海菜烹飪班助理 |
| 張本立         | 程少東     | 西環五金舖老闆 陸明珠之前男友 |
| 曾健明         | 業         | 的士司機 |
| 焦浩軒         |            | 庄司貿易公司職員 |
| 馮子森         |            | 庄司貿易公司職員 |
| 和泉素行       | 福岡雅治   | 日本攝影師 多年前曾以工作為名欺騙翁芷蕎與其發生關係 翁芷蕎之前男友 庄司晨之生父 |
| 伍秉君         | 鄭 生      | 的士乘客 |
| 司徒暉         |            | 記者 |
| 江富強         |            | 賊人 打劫賀永年後企圖打劫鍾定國但反遭其制服 |
| 關浩揚         | Derek      | 記者 |
| 蕭徽勇         | 賴老闆     | 報館老闆 |
| 魏惠文         | 阿 陳      | 總編輯 |
| 劉一飛         | 雷先生     | 富豪 |
| 繆家慶         |            | 醫生 |
| 曾慧雲         | 莫小娥     | Olive 翁芷蕎之傭人，于第23集辞职 |
| 程 皓 （年青） | 笑 姐      | 廖瑞芳之姊妹 1945年於戰亂時受廖瑞芳委託照顧賀和平，後因混亂而把賀和平弄丟，使其成為孤兒 |
| 許碧姬         | 笑 姐      | 廖瑞芳之姊妹 1945年於戰亂時受廖瑞芳委託照顧賀和平，後因混亂而把賀和平弄丟，使其成為孤兒 |
| 胡 㻗          | Jimmy      | 湯澤澄之助理 |
| 馬米高         |            | 電視台職員 |
| 李君妍         | Yuki       | |
| 麥凱程         |            | 護老基金會慈善籌款晚會拍賣官 |
| 楊 埕          |            | 禮儀小姐 |
| 王鎮泉         | 年輕男子   | |
| 林浩文         |            | 記者 |
| 文雪兒         | 淑 賢      | 小儀之母 陸浦生之同鄉、房東兼情婦，曾多次因對方提出分手而威脅在其家中自殺，於第21集分手 徐家媛之同鄉、租客兼情敵 委託賀永年拆散陸浦生和徐家媛                                                                             |
| 楊嘉欣         | 小 儀      | 空姐 淑賢之女 因陸浦生按照賀和平及賀永年計劃，刻意對其做出猥褻行為，令其母馬上與他分手 |
| 高爾珩         | 盲 婆      | |
| 文雅           | 露 露      | 乘風堂接待員 |
| 張詩欣         | MK妹       | 賈綽之線人，後被其嫁禍藏毒，於菲律賓被捕 |
| 姚浩政         | 何家棟     | 重案組督察 |
| 蘇麗明         | 張文英     | 湯澤澄之看護 |
| 尹詩沛         |            | 唱片店女客人 將黑膠唱片贈予翁芷蕎 |
| 魯振順         | 海 叔      | 軍裝警員 鍾定國之巡邏拍檔 |
| 黃建東         | Philip     | 律師 翁芷蕎之代表律師 |
| 彭紀諺         |            | 新聞主持 |
| 譚永浩         | 胡柱光     | 重案組警員 |
| 邵卓堯         |            | 莫小娥之夫 |
| 梁博恩         |            | CID |
| 林伊麗         |            | CID |
| 許思敏         |            | 麵店老闆 |
| 黃煒溏         | 積         | |
| 莫偉文         | 余劍昌     | 大律師 翁芷蕎之辯護律師 |
| 秦啟維         |            | 檢控官 |
| 崔錦棠         |            | 法官 負責審理翁芷蕎殺害湯澤澄案件，並判她無罪釋放 |
| 李家聲         | 明 哥      | 證物房警員 被賀永年和賈綽收買僞造證據幫翁芷蕎洗脫罪名 於第24集登場 |
| 陳志健         | 阿 超      | 莫小翠同鄉及前男友 賀天賜之親父 非法勞工 於第30集因目擊賈綽殺死賈卓斌而被對方用車撞死 |
| 區偉權         |            | 朱小寶之新男友，後老公 |
| 阮嘉敏         |            | 護士 |
| 郭田葰         |            | 醫生 |
| 楊家寶         |            | 美容師 |
| 杜大偉         | 曲兆良     | 重案組高級督察 於第31集負責調查賈綽被殺案 |
| 盧峻峯         | 朱柏黑     | 重案組探員 於第31、33、34集負責調查賈綽被殺案 |
| 范仲恒         |            | 刑事情報科探員 於第31、33、34集負責調查賈綽被殺案 |
| 吳嘉儀         |            | 刑事情報科探員 於第31、33、34集負責調查賈綽被殺案 |
| 利穎怡         |            | 刑事情報科探員 於第31、33、34集負責調查賈綽被殺案 |
| 吳展驊         |            | 刑事情報科探員 於第31、33、34集負責調查賈綽被殺案 |
| 李嘉晉         |            | 刑事情報科探員 於第31、33、34集負責調查賈綽被殺案 |
| 李 豪          |            | 刑事情報科探員 於第31、33、34集負責調查賈綽被殺案 |
| 陳俊堅         |            | 刑事情報科探員 於第31、33、34集負責調查賈綽被殺案 |
| 曹思詩         |            | 刑事情報科探員 於第31、33、34集負責調查賈綽被殺案 |
| 吳曠利         |            | 刑事情報科探員 於第31、33、34集負責調查賈綽被殺案 |
| 戴耀明         | 露宿者     | 在廢校露宿 於第31集向重案組指證賈綽為賀和平所殺 |
| 李啟傑         | 彭律師     | 賀永年之客户 |
| 鄧重謙         |            | 紮馬奇之手下 |
| 林俊其         |            | 紮馬奇之手下 |
| 霍健邦         | Tony       | 紮馬奇之手下 |
| 陳嘉亮         | K仔強      | |
| 陳健榮         | 釘書機     | 紮馬奇之手下 被鍾定國和賀永年誤以為其與賈綽被殺案有關並設局 於第34集被警方拘捕 |
| 李振斌         | 湯渣華     | 紮馬奇之手下 被鍾定國和賀永年誤以為其與賈綽被殺案有關並設局 於第34集被警方拘捕 |
| 李 岡          |            | 伙頭仔老闆 龍震之上司 |
| 招浩明         |            | 醫生 |
| 楊瑞麟         |            | 潘曉琳之父 |
| 丁主惠         |            | 潘曉琳之母 |

## 收視

### 香港
本劇於香港無綫電視翡翠台及myTV SUPER7日跨平台總收視之紀錄：
| 週次     | 集數     | 日期                   | 收視率 | 備註                                    |
| 1        | 1－5     | 2018年4月2日－4月6日   | 27點   | 星期一至五總收視26.7點 第1集總收視29點  |
| 2        | 6－10    | 2018年4月9日－4月13日  | 26點   | 星期一至五總收視25.8點                  |
| 3        | 11－15   | 2018年4月16日－4月20日 | 26點   | 星期一至五總收視26.1點                  |
| 4        | 16－20   | 2018年4月23日－4月27日 | 27點   | 星期一至五總收視26.7點                  |
| 5        | 21－25   | 2018年4月30日－5月4日  | 26點   | 星期一至五總收視26.4點                  |
| 6        | 26－30   | 2018年5月7日－5月11日  | 27點   | 星期一至五總收視27.3點                  |
| 7        | 31－35   | 2018年5月14日－5月18日 | 27點   | 星期一至五總收視27.7點 第35集總收視30點 |
| 全劇平均 | 全劇平均 | 全劇平均               | 27點   | 平均收視26.5點                          |

## 記事
- 2017年6月19日：此劇於12:30在將軍澳工業村駿才街77號電視廣播城一廠Common Room舉行造型記者會。[7][8][9][10][11][12]
- 2017年7月5日：此劇於12:30在將軍澳工業村駿才街77號電視廣播城一廠灰位舉行造型記者會。[13][14]
- 2017年7月13日：此劇於16:00在將軍澳工業村駿才街77號電視廣播城十二廠舉行開鏡拜神。
- 2018年3月23日：此劇於12:00在將軍澳唐德街3號九龍東皇冠假日酒店2樓寶鑽廳8舉行「逆轉而行 緣份錯配」宣傳活動。
- 2018年4月1日：此劇於12:30在葵芳興芳路223號新都會廣場L3中庭舉行「破格登場」活動。
- 2018年4月13日：此劇於15:45在將軍澳尚德村博愛醫院陳國威小學一樓禮堂舉行「正氣襲校園」活動。
- 2018年4月27日：此劇於12:30在長沙灣青山道505號通源工業大廈5A室PlayGround舉行「疑幻的愛情」宣傳活動。
- 2018年5月10日：此劇於13:00在荔枝角長順街15號D2 Place TWO商場306-308號舖Crossfire Arena舉行「正邪對陣」宣傳活動。
- 2018年6月1日：此劇於18:45在將軍澳電視廣播城二樓中菜廳舉行祝捷晚宴。

## 獎項及提名

### 萬千星輝頒獎典禮2018
| 獎項                    | 單位                 | 結果 |
| ----------------------- | -------------------- | ---- |
| 最佳劇集                | 逆緣                 | 提名 |
| 最佳男主角              | 黎耀祥               | 提名 |
| 最佳男主角              | 陳家樂               | 提名 |
| 最佳女主角              | 林夏薇               | 提名 |
| 最佳女配角              | 江欣燕               | 提名 |
| 最受歡迎電視男角色      | 黎耀祥               | 提名 |
| 最受歡迎電視男角色      | 陳家樂               | 提名 |
| 最受歡迎電視女角色      | 林夏薇               | 提名 |
| 飛躍進步女藝員          | 湯洛雯               | 提名 |
| 最受歡迎電視歌曲        | 逆天（主唱：鄭俊弘） | 提名 |
| 馬來西亞最喜愛TVB劇集   | 逆緣                 | 提名 |
| 馬來西亞最喜愛TVB男主角 | 黎耀祥               | 提名 |
| 馬來西亞最喜愛TVB男主角 | 陳家樂               | 提名 |
| 馬來西亞最喜愛TVB男主角 | 姜大衛               | 提名 |
| 馬來西亞最喜愛TVB女主角 | 林夏薇               | 提名 |
| 新加坡最喜愛TVB劇集     | 逆緣                 | 提名 |
| 新加坡最喜愛TVB男主角   | 黎耀祥               | 提名 |
| 新加坡最喜愛TVB男主角   | 陳家樂               | 提名 |
| 新加坡最喜愛TVB男主角   | 姜大衛               | 提名 |
| 新加坡最喜愛TVB女主角   | 林夏薇               | 提名 |

### 觀眾在民間電視大奬2018
| 獎項           | 單位                | 結果             |
| -------------- | ------------------- | ---------------- |
| 民選最佳男主角 | 鍾定國（陳家樂 飾） | 提名（最後五強） |

## 軼事
- 此劇「鍾定國」原定由鄭俊弘飾演，後改由陳家樂飾演，故此劇成為陳家樂時隔10年後再度拍攝無綫電視的電視劇。[15][16]。
- 此劇概念與電影《冰封：重生之門》相似。
- 此劇是夏文汐目前唯一一次參演的無綫電視電視劇。[17][18][19]
- 此劇是陳山聰《情牽百子櫃》、《律政新人王》、《酒店風雲》、《鳳凰四重奏》、《東方之珠》、《天機算》、《律政新人王II》、《兩妻時代》、《少年四大名捕》、《學警狙擊》、《碧血盐枭》、《我的如意狼君》、《殭》及《乘勝狙擊》後第15度飾演反派。

## 外部連結
- 逆緣 - myTV SUPER[]
- 豆瓣电影上《逆緣》的資料 （简体中文）
- YouTube上的TVB《逆緣》每集預告片
- Gimy TV《逆緣》線上看

## 電視節目的變遷

### 港澳播放

#### 首播
| 香港 無綫電視翡翠台 星期一至五 20:30 - 21:30 | 香港 無綫電視翡翠台 星期一至五 20:30 - 21:30 | 香港 無綫電視翡翠台 星期一至五 20:30 - 21:30 |
| -------------------------------------------- | -------------------------------------------- | -------------------------------------------- |
|                                              | 逆緣 （2018-04-02 - 2018-05-18）             |                                              |
| 翻生武林 （2018-03-05 - 2018-03-30）         | 宮心計2深宮計 （2018-05-21 - 2018-07-08）    |                                              |

#### 重播
| 香港無綫電視翡翠台下午劇集時段 星期一至五 14:45－15:45 · 6月30日播放第27集時，因中途直播習近平視察香港 (2022年)而腰斬而之後暫停播放，7月1日再次重播放同一集 | 香港無綫電視翡翠台下午劇集時段 星期一至五 14:45－15:45 · 6月30日播放第27集時，因中途直播習近平視察香港 (2022年)而腰斬而之後暫停播放，7月1日再次重播放同一集 | 香港無綫電視翡翠台下午劇集時段 星期一至五 14:45－15:45 · 6月30日播放第27集時，因中途直播習近平視察香港 (2022年)而腰斬而之後暫停播放，7月1日再次重播放同一集 |
| --- | --- | --- |
| | 逆緣 （2022.05.25 - 2022.07.13） | |
| 是咁的，法官閣下 （2022.04.20 - 2022.05.24） | 老公萬歲 （2022.07.14 - 2022.08.10） | |

### 香港以外地區播放
| 马来西亚 Astro AOD、Astro AOD HD 星期一至五 20:30 - 21:30 | 马来西亚 Astro AOD、Astro AOD HD 星期一至五 20:30 - 21:30 | 马来西亚 Astro AOD、Astro AOD HD 星期一至五 20:30 - 21:30 |
| --------------------------------------------------------- | --------------------------------------------------------- | --------------------------------------------------------- |
|                                                           | 逆緣 （2018-04-02 - 2018-05-18）                          |                                                           |
| 翻生武林 （2018-03-05 - 2018-03-30）                      | 宮心計2深宮計 （2018-05-21 - 2018-07-08）                 |                                                           |

| 新加坡 HUB戏剧首选 星期一至五 20:30 - 21:30 | 新加坡 HUB戏剧首选 星期一至五 20:30 - 21:30 | 新加坡 HUB戏剧首选 星期一至五 20:30 - 21:30 |
| ------------------------------------------- | ------------------------------------------- | ------------------------------------------- |
|                                             | 逆緣 （2018-04-02 - 2018-05-18）            |                                             |
| 翻生武林 （2018-03-05 - 2018-03-30）        | 宮心計2深宮計 （2018-05-21 - 2018-07-08）   |                                             |

| 無綫翡翠台 星期二至六 20:30 - 21:30  | 無綫翡翠台 星期二至六 20:30 - 21:30       | 無綫翡翠台 星期二至六 20:30 - 21:30 |
| ------------------------------------ | ----------------------------------------- | ----------------------------------- |
|                                      | 逆緣 （2018-04-03 - 2018-05-19）          |                                     |
| 翻生武林 （2018-03-04 - 2018-03-31） | 宮心計2深宮計 （2018-05-22 - 2018-07-08） |                                     |

| HUB娛家戲劇台 劇集首映 每晚 19:00 - 20:00 | HUB娛家戲劇台 劇集首映 每晚 19:00 - 20:00 | HUB娛家戲劇台 劇集首映 每晚 19:00 - 20:00 |
| ----------------------------------------- | ----------------------------------------- | ----------------------------------------- |
|                                           | 逆緣 （2018-07-03 - 2018-08-06）          |                                           |
| 翻生武林 （2018-06-13 - 2018-07-02）      | 天命 （2018-08-07 - 2018-09-03）          |                                           |

| 越南 SCTV9 劇集首映 星期一至五 19:00 - 20:00 | 越南 SCTV9 劇集首映 星期一至五 19:00 - 20:00 | 越南 SCTV9 劇集首映 星期一至五 19:00 - 20:00 |
| -------------------------------------------- | -------------------------------------------- | -------------------------------------------- |
|                                              | 逆緣(越南配音版) （2018-04-02 - 2018-05-18） |                                              |
| 翻生武林 （2018-03-05 - 2018-03-30           | 宮心計2深宮計 （2018-05-21 - 2018-07-08）    |                                              |

| Astro華麗台、Astro華麗台HD 星期一至五 21:30－22:30 時段 | Astro華麗台、Astro華麗台HD 星期一至五 21:30－22:30 時段 | Astro華麗台、Astro華麗台HD 星期一至五 21:30－22:30 時段 |
| ------------------------------------------------------- | ------------------------------------------------------- | ------------------------------------------------------- |
|                                                         | 逆緣 （2019-06-19－2019-08-06）                         |                                                         |
| BB來了 （2019-05-22－2019-06-18）                       | 飛虎之潛行極戰 （2019-08-07－2019-09-17）               |                                                         |

| 马来西亚 八度空间 TVB之最 星期六至日 19:00 - 20:00 · | 马来西亚 八度空间 TVB之最 星期六至日 19:00 - 20:00 · | 马来西亚 八度空间 TVB之最 星期六至日 19:00 - 20:00 · |
| ---------------------------------------------------- | ---------------------------------------------------- | ---------------------------------------------------- |
|                                                      | 逆緣 （2020-03-08 － 2020-07-05） P13                |                                                      |
| 溏心风暴3 （2019-10-13 － 2020-03-07）               | 飞虎之潜行极战 （2020-07-11 — 2020-10-18）           |                                                      |

| 新加坡 HUB都會台 星期一至五 17:00－18:00 | 新加坡 HUB都會台 星期一至五 17:00－18:00   | 新加坡 HUB都會台 星期一至五 17:00－18:00 |
| ---------------------------------------- | ------------------------------------------ | ---------------------------------------- |
|                                          | 逆缘 （2023-06-08 - 2023-07-26）           |                                          |
| BB来了 （2023-05-11 - 2023-06-07）       | 飞虎之潜行极战 （2023-07-27 — 2023-09-06） |                                          |